# Polski Korpus Posiłkowy

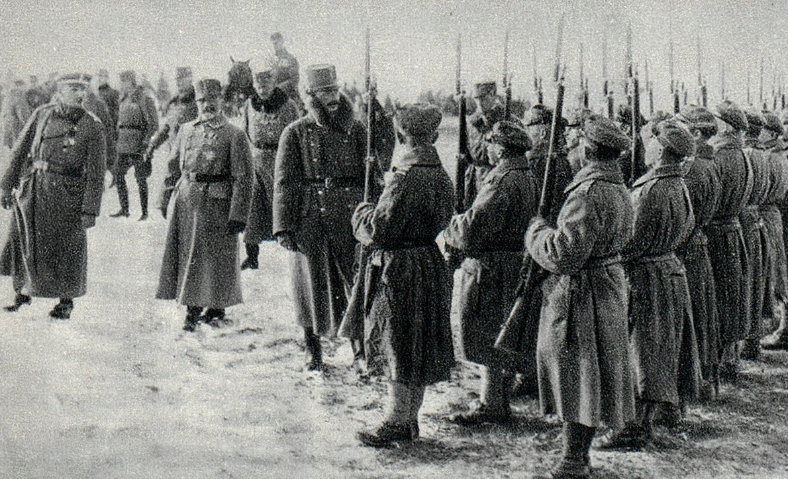
Cesarz Karol I Habsburg dokonujący przeglądu oddziałów Polskiego Korpusu Posiłkowego

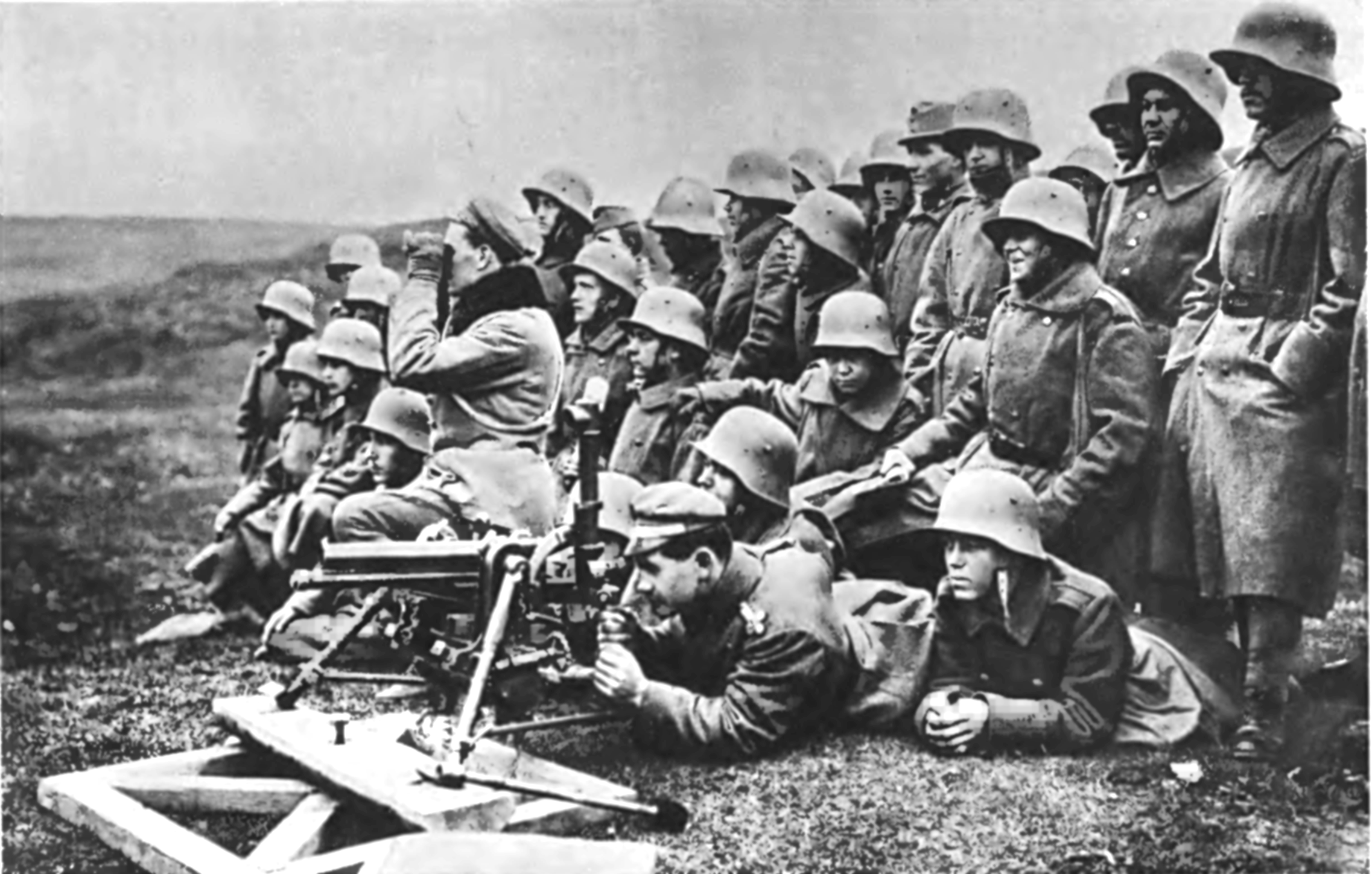
Żołnierze 2 pułku piechoty

Polski Korpus Posiłkowy (PKP) – formacja wojskowa utworzona przez Austro-Węgry 20 września 1916 roku z Legionów Polskich.
Rosnące stale w Legionach Polskich niezadowolenie z istniejącego stanu rzeczy skłoniło z końcem lata 1916 Naczelne Dowództwo austriackie do powzięcia planu zorganizowania z Legionów Polskich szerszej formacji o charakterze korpusu. Wobec ogłoszenia aktu 5 listopada 1916 i przekazania Legionów Polskich Niemcom, plany austriackie zostały zaniechane. Po kryzysie przysięgowym jednak, w pierwszej połowie lipca 1917, gdy Niemcy stracili nadzieję na użycie Legionów Polskich w charakterze kadry dla formujących się z ich ramienia polskich oddziałów, Legiony Polskie jako Polski Korpus Posiłkowy przeszły z powrotem pod rozkazy Naczelnego Dowództwa austriackiego, które postanowiło użyć resztę zaprzysiężonych oddziałów (II Brygada prawie cała oraz nieznaczna ilość legionistów z I i III Brygady) na froncie.
Komendantem Korpusu od 14 listopada 1916 do 24 kwietnia 1917 był Stanisław Szeptycki. Po proklamowaniu Królestwa Polskiego aktem 5 listopada 1916 roku, Austro-Węgry w kwietniu 1917 roku przekazały dowództwo PKP generalnemu gubernatorowi warszawskiemu Hansowi Hartwigowi von Beselerowi (zob. Polska Siła Zbrojna). 24 kwietnia 1917 dowodzenie PKP objął generał Zygmunt Zieliński (funkcję tę pełnił do 15 lutego 1918). Korpus został przeniesiony do Przemyśla, a działania naprawcze przeprowadzał FML Johann Schilling.
W składzie Korpusu byli wówczas jedynie obywatele Austro-Węgier, którzy złożyli przysięgę. W związku ze stratami osobowymi spowodowanymi kryzysem przysięgowym, w Przemyślu ostatecznie przeformowano Korpus do następującego składu: 
- Dowódca Korpusu – generał Zygmunt Zieliński
  - II Brygada Legionów Polskich – dowódca pułkownik Józef Haller
    - 2 pułk piechoty – dowódca podpułkownik Michał Żymierski
    - 3 pułk piechoty – dowódca major Józef Zając

  - 2 pułk Ułanów Legionów – dowódca rotmistrz Józef Dunin-Borkowski
  - 1 pułk artylerii Legionów – dowódca major Włodzimierz Zagórski
  - komenda uzupełnień – pułkownik Władysław Sikorski
  - Polowy Sąd Wojenny Dowództwa Polskiego Korpusu Posiłkowego.

30 września 1917, w trzecią rocznicę wymarszu II Brygady Legionów Polskich, na placu musztry na Wilczem odbyła się uroczysta msza polowa i defilada oddziałów korpusu. FML Schilling wyraził uznanie i pochwałę wszystkim oddziałom, które wzięły udział w paradzie, za doskonały wygląd i postawę podczas defilady.
25 października 1917 Polski Korpus Posiłkowy w sile 431 oficerów i 7135 podoficerów oraz szeregowców skierowano w rejon Czerniowiec. 
Z dniem 3 grudnia 1917 zakończyła swoją działalność c. i k. Komenda marszałka polnego porucznika Schillinga (niem. k.u.k. Kommando FML Schilling).
1 stycznia 1918 kolumna szańcowa została przeformowana w pociąg prowiatnowy nr 1. W skład pociągu weszły wszystkie wozy, z wyjątkiem mostowych, wraz z zaprzęgami i personelem taborowym.
W nocy na 16 lutego 1918 roku, w proteście przeciwko podpisaniu traktatu brzeskiego, część żołnierzy, głównie z II Brygady pod dowództwem Hallera, przebiła się przez front austriacko-rosyjski pod Rarańczą i 6 marca połączyła się z II Korpusem Polskim w Rosji. Większości żołnierzy PKP nie udało się przebić. Zostali oni osadzeni przez austro-węgierskie władze wojskowe w obozach w Huszt i Marmarosz-Sziget (obozy te podlegały gen. Schillingowi) oraz oskarżeni o zdradę.
19 lutego 1918 r. władze austro-węgierskie rozwiązały Polski Korpus Posiłkowy.